# BAC (Frankrijk)

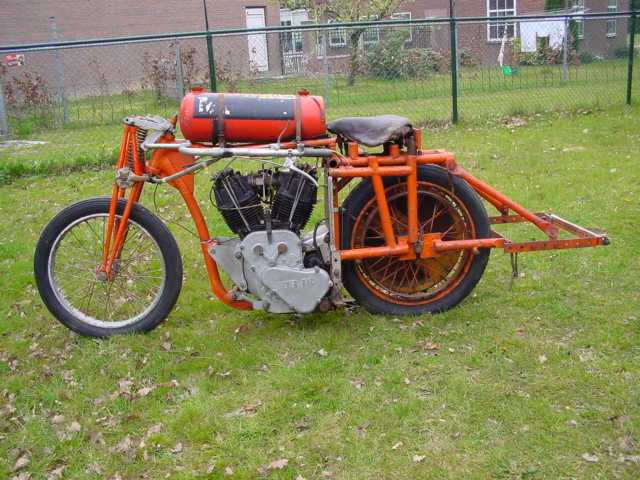
Meier BAC Stayer 1932

BAC is een historisch merk van motorfietsen
Frans merk van gangmaakmotoren, in 1925 opgericht door Louis Bac, die als vliegtuigingenieur bij Peugeot werkte. 
De BAC-motoren waren 2.400cc-tweecilinder-kopkleppers en werden van 1925 tot 1939 gebouwd. Voor de productie liet Bac zich adviseren door de beroemde gangmaker Arthur Pasquier. Er was geen koppeling en geen versnellingsbak aan boord. 
Tussen 1932 en 1938 werd uit de BAC een verbeterde versie ontwikkeld die onder de merknaam Meier verkocht werd. De verbetering door Meier betrof voornamelijk het smeersysteem.
- Er was nog een merk met de naam BAC, zie BAC (Groot-Brittannië).